# Ole Henrik Møller
Ole Henrik Moller eller egentlig Ole Henrik Møller (født 9. maj 1715 i Flensborg, død 5. april 1796) var en dansk skolemand og personalhistoriker.
Møller gik i skole i sin fødeby og blev også privatundervist af byens præster, blandt andre Abraham Kall. 
I 1734 blev han indskrevet ved universitetet i Jena hvor han studerede fortrinsvis teologi. 1737 kom han til København hvor han blev huslærer i huset hos A.C. Rohne. Han studerede videre på egen hånd i Det Kongelige Bibliotek og professor Hans Grams bogsamling der var offentlig.
Han sørgede for udgivelsen af sin faders, Johannes Moller, efterladte værk Cimbria litterata. Det udkom i 1745.
1744 blev han udnævnt til professor i litteraturhistorie ved Københavns Universitet.
29. maj 1750 tiltrådte han posten som rektor for Latinskolen i sin fødeby Flensborg. Skolen havde været forsømt og haft dalende elevtal, men Moller arbejdede ihærdigt på at forbedre skolen og det lykkedes i det lange løb for ham. 
I august 1767 besøgte historikeren Peter Friderich Suhm byen og han boede blandt andet hos Moller i en periode.
1795 trak Moller sig tilbage fra posten og året efter døde han.
Moller var desuden en flittig bogsamler, og hans bogsamling løb op i 10.000 bind og manuskripter, deriblandt mange omhandlende slægtsforskning og genealogier over adelige familier fra det slesvigske og flensborgske område. Mange af sjældenhederne fra hans samling er siden endt i hhv. Det Kongelige Bibliotek og Det kongelige genealogisk-heraldiske Selskabs arkiver. 